# 哈特穆特·米歇尔
哈特穆特·米歇尔（德語：Hartmut Michel，1948年7月18日—），德国生物化学家，1988年诺贝尔化学奖得主。

## 教育与早年生平
哈特穆特·米歇尔于1948年7月出生在德国路德维希堡。他的家庭背景是农民和工人。自他童年和青年时代以后的艰辛的体力劳动对于他来说是没有料到的。然而，他能够参观高级中学并萌发了对科学浓厚的兴趣―物理学、生物学和化学，而且也包括历史。服兵役后，他在蒂宾根大学从事生物化学的研究，但由于在慕尼黑大学的实际训练而中断。在1977年，他由于有关嗜盐杆菌独特的光能量转导系统的工作在維爾茨堡大學获得博士学位，该系统系通过称之为噬菌调理素的光吸收膜蛋白获得能量。由于一个偶然的观察所激发，他开始试图使膜蛋白结晶通过X射线结晶学确定结构。在那个时期，一般认为膜蛋白结晶是不可能的。膜蛋白是结合至生物膜内的蛋白质。它们完成生命的基本功能。它们允许和控制物质通过膜传输，它们参与电子传输和生物能量传导，并作为受体完成细胞与外界的交流。以神经细胞作为最基本例子,细胞的兴奋性是通过膜蛋白的催化作用起反应的。因此，对膜蛋白结构和功能的认识引起广泛的关注,。例如：这一知识可用于新药的开发。

## 职业与研究
在1979年已经试图使膜蛋白结晶时，他转到靠近慕尼黑的马丁斯瑞德的马克斯-普朗克生物化学研究院，与Dietern Oesterhelt教授一起工作。这是一个很成功的时期。在发展正确的概念和数年的创新工作之后，他在紫色光合细菌的光合反应中心的结晶方面获得成功。光合反应中心进行光合作用的中心反应：它们利用阳光的能量分离电荷并转输电子穿过细胞膜。这种电子能量以生物能量的其他形式被固定并且被植物用于从空气中摄取二氧化碳以及合成糖类。能量储存在化石燃料中,如同该过程衍生的矿物油、和天然气。由于结晶的成功，光合反应中心的结构经过与马丁斯瑞德的罗伯特·胡贝尔学系的约翰·戴森霍费尔的共同努力，可以通过X射线结晶学来测定。光合作用的最基本反应由于这一知识而得以理解。
该结构发表于1985年的年底。1986年於慕尼黑大學通過德語國家教授資格考試并獲得萊布尼茨獎。这项工作被认为是如此重要以至于在1988年被授予诺贝尔化学奖(授予哈特穆特·米歇尔、约翰·戴森霍费尔和罗伯特·胡贝尔)。哈特穆特·米歇尔在40岁时获得诺贝尔奖。因此，他属于最年轻的诺贝尔奖获得者。
在获得诺贝尔奖之前，他已经移居到法兰克福的马克斯-普朗克生物物理研究院，他在那里于1987年担任新的分子膜生物学系的主任。哈特穆特·米歇尔已经接到数个来自一些一流美国大学的有吸引力的报酬，但是他未接受。他相信美国的研究体系不太适于完成重要的且很担风险的长期项目。他仍然工作在法兰克福的马克斯-普朗克生物物理研究院。了解膜蛋白仍然是他主要的研究兴趣。然而，研究重点已从光合作用转为膜蛋白等其他过程：(i)细胞呼吸，我们机体内用氧气以降解食物原料和产生生物能量的“逆燃”过程，(ii)可被用于通过我们机体内的细胞摄取养分和排泄废物的次级转运，以及(iii)可被细胞接受信号和扩增信号利用的受体。后者提及的这些受体具有极重要的医学价值。哈特穆特·米歇尔获得许多荣誉和奖励。他是德国和世界许多科学院的成员之一，其中有美国国家科学院和中国科学院。他致力于数个重要的象德国科学委员会一样的咨询委员会。
就个人而言，他喜欢在户外做一些园艺或运动。他总是对吸取新的知识感兴趣并在阅读上花费许多时间，特别在报纸上。他始终对考古学、民族学和动物学发展史的许多话题感兴趣。